# Ciro Bottini
Ciro Bottini (São Paulo, 15 de outubro de 1965) é um apresentador de televisão, palestrante e locutor brasileiro. Como locutor-operador da Rede Transamérica, tinha a voz conhecida em todo o país, mas seu rosto só passou a ser visto pelo grande público quando se tornou um dos apresentadores do canal Shoptime.

## Carreira
Ciro Bottini vende produtos e serviços na TV desde o ano de 1992. No entanto, antes de iniciar carreira na TV, foi vocalista e guitarrista numa banda de glam rock chamada Proteus, e posteriormente foi locutor da extinta Rádio 97 FM em Santo Andre, na região do Grande ABC (SP), que era especializada em rock, onde iniciou sua carreira em comunicação. Também foi locutor da Rede Transamérica FM por quatro anos. 
Começou sua carreira como vendedor televisivo apresentando o Auto-Shop, na TV Gazeta, programa pioneiro em vendas de automóveis na TV. Ao longo de seis anos no ar, Bottini percorreu diversas lojas e concessionárias de veículos de São Paulo, gravando ofertas e chamando os telespectadores para as lojas. Foi o escolhido para apresentar as ofertas da Feira livre do Automóvel, nas manhãs de domingo, também na Gazeta, durante três anos seguidos. Tornou-se conhecido do grande público a nível nacional com a estréia do Shoptime em 1995, ano em que entrou no ar a programação do primeiro canal de TV por assinatura totalmente dedicado às vendas na América Latina[carece de fontes?]onde permaneceu até dezembro de 2020, em janeiro de 2021 ele abre uma produtora onde ele continua a gravar comerciais para grandes marcas. 
.[carece de fontes?] Criou a empresa Bottini Comunicação em Vendas e, com frequência, também ministra  palestras motivacionais e produz vídeos de treinamentos em vendas para empresas.
Lançou dois livros: "Guia Bottini - Vendas" e "VENDA,VENDA,VENDA", onde dá dicas de como criar sua marca pessoal e explica como é importante vender melhor a própria imagem. Os livros foram lançados pela Thomas Nelson, selo do grupo Ediouro.
Atua como consultor em vendas, grava diversas campanhas regionais, apresentou vários comerciais para o Baú da Felicidade (SBT) e comandou a promoção Show de Gols, da Rede Globo durante a Copa do Mundo de 2002, entrando ao vivo nos intervalos do programação da emissora para sortear carros. Bottini completou em 06/novembro/2016, vinte e um anos ao vivo no canal Shoptime.
Em 2018, passou por drama familiar quando a esposa Aline Alencar enfrentou um câncer. A esposa é psicóloga. Fruto do casamento, o casal tem um filho, Daniel Botini.